# August乐队
'August樂團＇（泰文：ออกัส）是泰国的一支乐队，由平均年龄不到20岁的泰国学生组成。凭借电影《爱在暹逻》而迅速在亚洲走红。

## 名称由来
August乐队源于电影《愛在暹邏》。男主角Mew与几位同学组成了一个乐团，该剧导演兼编剧为其取名为August。据说编剧曾为乐团名称而绞尽脑汁，一次写剧本时，抬头看日历正好是八月（August），于是乐团得名August。

## 乐队成员
主唱：Pchy 
Pchy：全名为维特维斯特·海伦亚沃恩酷（泰文：วิชญ์วิสิฐ หิรัญวงษ์กุล；英语：Witwisit Hirunyawongkul），乐队主唱，亦是乐队的灵魂人物，曾创作出《同行》、《你能感受吗》等歌曲，凭借在《愛在暹邏》中的表演获得泰国国家电影协会奖最佳男主角提名，成为该奖历史上获得提名的最年轻的演员。
Pchy 1989年7月20日生，就读于泰国法政大学大众新闻传播系 
Petch 1995年12月14日生，高中生，就读于泰国Assumption（易三仓）中学
Ong 1990年4月9日生，就读于泰国朱拉隆功大学建筑学系 
Mac 1989年8月31日生，就读于泰国易三仓大学大众新闻系 
Joker 1990年10月9日生，就读于泰国曼谷大学大众新闻系，由于家庭和学业原因，于2010年年底退出AUGUSTBAND乐队。 
吉他贝司 
Non（吉他），1990年5月13日生，就读于泰国易三仓大学表演系
Tor（贝司），1989年8月14日生，就读于泰国易三仓大学外国商学系 
Tle（吉他），1988年7月19日生，就读于泰国College of Music玛希隆大学管弦 
管弦
Nine（萨克斯），1989年10月9日生，就读于泰国朱拉隆功大学工程系。 
Armm（小号），1993年4月29日生，曾读于巴林蝶差中学，（很可爱的小男生，很会跳热舞），2009年9月开始在美国做为期10个月的交换生，2010年7月已回到泰国。现已被泰国易三仓录取，于2011年6月开始他的大学生活。 
Mike（长号），1991年2月18日生，就读于泰国玛希隆大学化学系。由于学业原因，于2010年年底退出AUGUSTBAND乐队。 
键盘 
Wan（键盘），1989年7月11日，就读于泰国朱拉隆功大学工程系。 
GOO（键盘手），August的大部分活动都没有参与。 
鼓手 
TAW（鼓手），1988年12月17日，就读于泰国玛希隆大学爵士音乐系

## 唱片
截至2009年6月，August乐队共推出2张唱片。

### 《August*Thanx》
于2008年发行，其中包含7首歌曲：
1. ยังอยู่ในใจ（仍在我心）
2. ขอบคุณกันและกัน（感謝彼此）
3. คนธรรมดา（普通人）
4. Ticket Night Trip rmx
5. ขอบคุณกันและกัน（Demo，感謝彼此（Demo）)
6. Silent Night（平安夜）
7. ยังอยู่ในใจ（Instrumental，仍在我心（器乐演奏）)

### 《Radiodrome》
于2008年12月1日发行，其中包含两张CD：
- CD1：

1. เช้า-เย็น《早上-夜晚》
2. Radio
3. จำได้ไหม《記得嗎》
4. ยังคง…《仍是…》
5. อาจจะเป็น《也許是》
6. ฉันและเธอ《我和你》
7. อย่าไปเสยใจ《別胡思亂想》
8. ดวงตะวัน《Sunshine》
9. ยังหายใจ《仍然在呼吸》
10. ดารา（feat.Paradise Pills）《Star》
11. เช้า-เย็น（feat.MD, remixed by Kukukoo+）《早上-夜晚》

- CD2:

1. ฝันหวานอายจูบ《夢甜羞吻》
2. หลับตา《閉上眼》
3. เพลงหนึ่ง《歌曲一首》

### 《Light in the Dark Vol.1: The Traveller》
于2011年5月26日发行，其中包含11首歌曲：
1. Summer
2. คำบอกรัก（Love Confession）
3. เจ้าหญิง（My Princess）
4. รักไม่ใช่ทุกอย่าง（Love Is Not Everything）
5. แสงสว่าง（The Light）
6. ไกล（Far away）
7. ทัศนาจร（The Journey）
8. นักเดินทาง（The Traveller）
9. เพื่อนไม่เก่า（Old Pals）feat. จุ๋ยจุ๋ยส์
10. แสงสว่าง（The Light）[acoustic version]
11. รักไม่ใช่ทุกอย่าง（Love Is Not Everything）[Chinese version]

## 广告代言

### 2008年
- Mama commercial with August Band

## August在台灣
August在電影《愛在暹邏》（The Love of Siam）的影響下，在台灣的知名度大增。因此2009年8月15日在台灣，August舉行了第一場August oh!gust!台灣演唱會。
在2010年7月August Band參加了第十一屆貢寮國際海洋音樂祭2010.07.09~11的演出，其演出時間為2010年7月11日16:00~16:40演出。這也是貢寮國際海洋音樂祭第一次有泰國樂團參加演出。
於2011年，Augest受耶邏表演工作坊邀請再度來台開演唱會，演出日期為同年3月26日定名為Love ALl * gust演唱會，這也是他們來台灣開的第二場演唱會，當中他們同樣也表演了中文歌曲，而這兩場演唱會地點同樣都是在台北市內湖區的自由廣場，其主辦單位耶邏表演工作坊也就是之前舉辦August oh!gust!台灣演唱會集資粉絲代表所成立的工作室。

## August在中国
2009年6月，August首度来到中国大陆，参与湖南卫视天天向上栏目的录制，该期节目于2009年6月5日晚在湖南卫视播出。
2010年12月31日，August参加湖南卫视跨年演唱会，献唱暹罗之恋插曲《只有你》。